# Ciobanu (gmina)
Ciobanu – gmina w Rumunii, w okręgu Konstanca. Obejmuje miejscowości Ciobanu i Miorița. W 2011 roku liczyła 3223 mieszkańców.